# 榮·奧爾迪尼斯
榮·奧爾迪尼斯（西班牙語：Jon Aurtenetxe；1992年1月3日—）是一位西班牙足球運動員。在場上的位置是中後衛。他現在效力於西班牙足球甲級聯賽球隊畢爾包鄂競技足球俱樂部。